# Кемеровская епархия
Ке́меровская епа́рхия — епархия Русской православной церкви, объединяющая приходы и монастыри в средней части Кемеровской области (в границах городских округов Кемерово, Белово, Березовский, Гурьевск, Киселёвск, Ленинск-Кузнецкий, Полысаево, Прокопьевск, Краснобродский, а также Кемеровского, Беловского, Гурьевского, Крапивинского, Ленинск-Кузнецкого и Прокопьевского районов). Входит в состав Кузбасской митрополии.
Правящий архиерей — Аристарх (Смирнов) (с 2006 года). Кафедральный собор — Знаменский в Кемерове. В Кемеровскую епархию входят два женских монастыря — Серафимо-Покровский в Ленинске-Кузнецком и Свято-Успенский в селе Елыкаево Кемеровского района Кемеровской области. Действует Кузбасская православная духовная семинария.
В составе епархии 86 приходов. Храмов, часовен и иных молитвенных помещений — 274. Штатных священнослужителей — 153, монашествующих — 33 (из них 9 священнослужителей)

## История
Кемеровская епархия образована решением Священного Синода Русской Православной Церкви от 11 июня 1993 года выделением из Красноярской епархии. Первым епископом был Софроний (Будько) (с 30 июня 1993 года по 19 июля 2006 года). С 20 августа 2006 года по настоящее время епископом является Аристарх (Смирнов).
В период с 26 марта 2005 по 19 июля 2006 года в епархии существовало Прокопьевское викариатство, управлявшееся викарным епископом Амвросием (Ермаковым).
Решением священного Синода Русской православной церкви от 26 июля 2012 года из Кемеровской епархии были выделены Новокузнецкая и Мариинская епархии с включением их в состав новобразованной Кузбасской митрополии.
23 сентября 2014 года начинало вещание в прямом эфире епархиальное радио «Новолетие».

## Благочиния
По состоянию на октябрь 2022 года:
- 1-е Кемеровское благочиние — включает приходы в Новокузнецке, Андреевке, Металлоплощадке, Мозжухе, Береговой, Кузбасском, церкви в Шевели. Управляется протоиереем Владимиром Курлютой;
- 2-е Кемеровское благочиние — включает приходы в Берёзовском, Елыкаеве, Андреевке. Управляется иереем Константином Федяевым;
- 1-е Прокопьевское благочиние — включает приходы в селе Михайловке, Смышляеве. Управляется протоиереем Владимиром Колесниковым;
- 2-е Прокопьевское благочиние — включает приходы в Калачёве, Плодопитомнике и Школьном, церкви в Кольчегизе. Управляется иереем Василием Бидзилей;
- Беловское благочиние — включает приходы в Бабанакове, Новобачатах, Ивановке, Совхозном, Чертинском. Управляется протоиереем Петром Гутовичем;
- Гурьевское благочиние — включает приходы в Урске и Салаире. Управляется протоиереем Романом Цапом;
- Инское благочиние — включает приходы в селе Пермяки, Челухоеве, Щебзаводе, Старобачатах, Грамотеине, Бекове, Бачатском. Управляется иереем Андреем Петручком;
- Киселёвское благочиние — включает приходы в Карагайлинском, Краснобродском и Артыште. Управляется протоиереем Михаилом Яськовым;
- 1-е Ленинск-Кузнецкое благочиние — включает приходы в Красном, Демьяновке, Восходящем. Управляется архимандритом Николаем (Гутовичем);
- 2-е Ленинск-Кузнецкое благочиние — включает приходы в Полысаеве, Подгорном, Мохове. Управляется протоиереем Алексием Гуркиным;
- Пенитенциарное благочиние

## Монастыри
- Иверский мужской монастырь в Ленинске-Кузнецком
- Серафимо-Покровский женский монастырь в Ленинске-Кузнецком
- Успенский женский монастырь в Елыкаеве.

## Старейшие храмы
- Церковь Петра и Павла в Салаире (1803)
- Собор Николая Чудотворца в Кемерове (1847)
- Церковь Петра и Павла в Киселевске (1850)
- Церковь Троицы Живоначальной в Красном (1903)
- Церковь Вознесения Господня в Белове (1909)